# 7145 Linzexu
7145 Linzexu este un asteroid din centura principală de asteroizi.

## Descriere
7145 Linzexu este un asteroid din centura principală de asteroizi. A fost descoperit pe 7 iunie 1996 la Xinglong în cadrul programului Beijing Schmidt CCD Asteroid Program. Asteroidul prezintă o orbită caracterizată de o semiaxă mare de 2,56 ua, o excentricitate de 0,18 și o înclinație de 9,0° în raport cu ecliptica.